# 宮薗千之
宮薗 千之（みやぞの せんし）は、宮薗節の三味線方の名跡。代々宮薗節千之派の家元。

## 初代
（生年不詳 - 天保5年12月22日（1835年1月20日））本名は山城屋清八。
江戸日本橋の陰間茶屋の主人。
春富士正伝（後の3代目宮古路薗八）の弟で、春富士春太夫の門弟。
江戸の宮薗節を上方で定着させ浸透させた。
宮薗千枝ともいう。

## 2代目
（天保6年（1835年） - 明治42年（1909年）1月10日）本名は小川さな。
江戸や越後の生まれ等出生地には諸説ある、若い頃から長唄、一中節、山田流箏曲などを修行し一中節は菅野派の名取りでもあった。宮薗節は20歳で初代宮薗千寿に入門。1884年に2代目千之を襲名した。
師匠千寿と共に途絶え衰退していた宮薗節の復興に力を注ぎ弟子も多く育て名取りも10数名育った。
1888年に「薗生の春」を作曲した。

## 3代目
（明治12年（1879年） - 昭和21年（1946年）10月3日）本名は片山房枝。
東京の生まれ、2代目千之の門下。1901年に2代目千秀を襲名。1932年に3代目千之を襲名。他にも河東節では山彦ふさ子や荻江節では荻江ふさの名を持ち一流であった。姪に桃山晴衣。

## 4代目
（明治24年（1891年）9月24日 - 昭和52年（1977年）7月26日）本名は轟はん。
長野の生まれ、実の姉が宮薗千富。若い頃から常磐津節を学び、女流常磐津節で名声であげていた。宮薗節は3代目千之を学び、1927年に3代目千秀を襲名。1953年に4代目千之を襲名。
主な受賞・受章に、1954年に文部省芸術祭奨励賞。1960年に重要無形文化財保持者（人間国宝）認定。1966年に勲五等宝冠章。
主な作曲に「祝言廓万歳」「心中雪解朝」等。レコードは「四世宮薗千之」がある。